# إينوسنت الحادي عشر
البابا إنوسنت الحادي عشر ((باللاتينية: Innocentius XI); ولد: 16 أيار / مايو 1611، توفي 12 آب / أغسطس 1689 م)، ولد باسم بينيديتو أوديسكالتشي، اعتلى العرش البابوي في الفترة من 21 أيلول / سبتمبر 1676م إلى وفاته. يعرف في بودابست بـ«مخلص المجر».
عرف عهده بالتوترات مع لويس الرابع عشر ملك فرنسا. فهو المحافظ الذي خفض الضرائب في الولايات البابوية خلال نيافته إلا أنه زاد فائض الميزانية البابوية. وقد رفض للمحسوبية وواجهها داخل الكنيسة.  كان مقتصدا في المسائل التي تحكم الولايات البابوية التي كانت واضحة اللباس إلى العيش بالقيم المسيحية. وعند انتخابه للبابوية، فرض على نفسه القيم الأخلاقية وقام بإصلاح الإدارة في البابوية الرومانية. ألغى الوظائف المتبطلة ودفع باتجاه البساطة في الوعظ فضلا عن زيادة الخشوع في العبادات وطلب هذا الأمر من كل رجال الدين والعامة المؤمنين.
بعد مواجهة صعوبات  تقديسه في عام 1791، والتي أثارت جدلا كبيرا على مدى السنوات، طوب من دون معارضة[بحاجة لمصدر] في عام 1956م من قبل البابا بيوس الثاني عشر.

## وصلات خارجية
- إينوسنت الحادي عشر على موقع الموسوعة البريطانية (الإنجليزية)
- إينوسنت الحادي عشر على موقع إن إن دي بي (الإنجليزية)
- الجسم من الأبرياء الحادي عشر في بازيليك القديس بطرس
- مذبح التجلي
- Coelestis القس
- لقطات فيديو تظهر تطويب البابا إنوسنت الحادي عشر
- الأبرياء شي، 1611-1689 - المحامي-البابا
- أبرشية كومو